# Karina Sarkissova

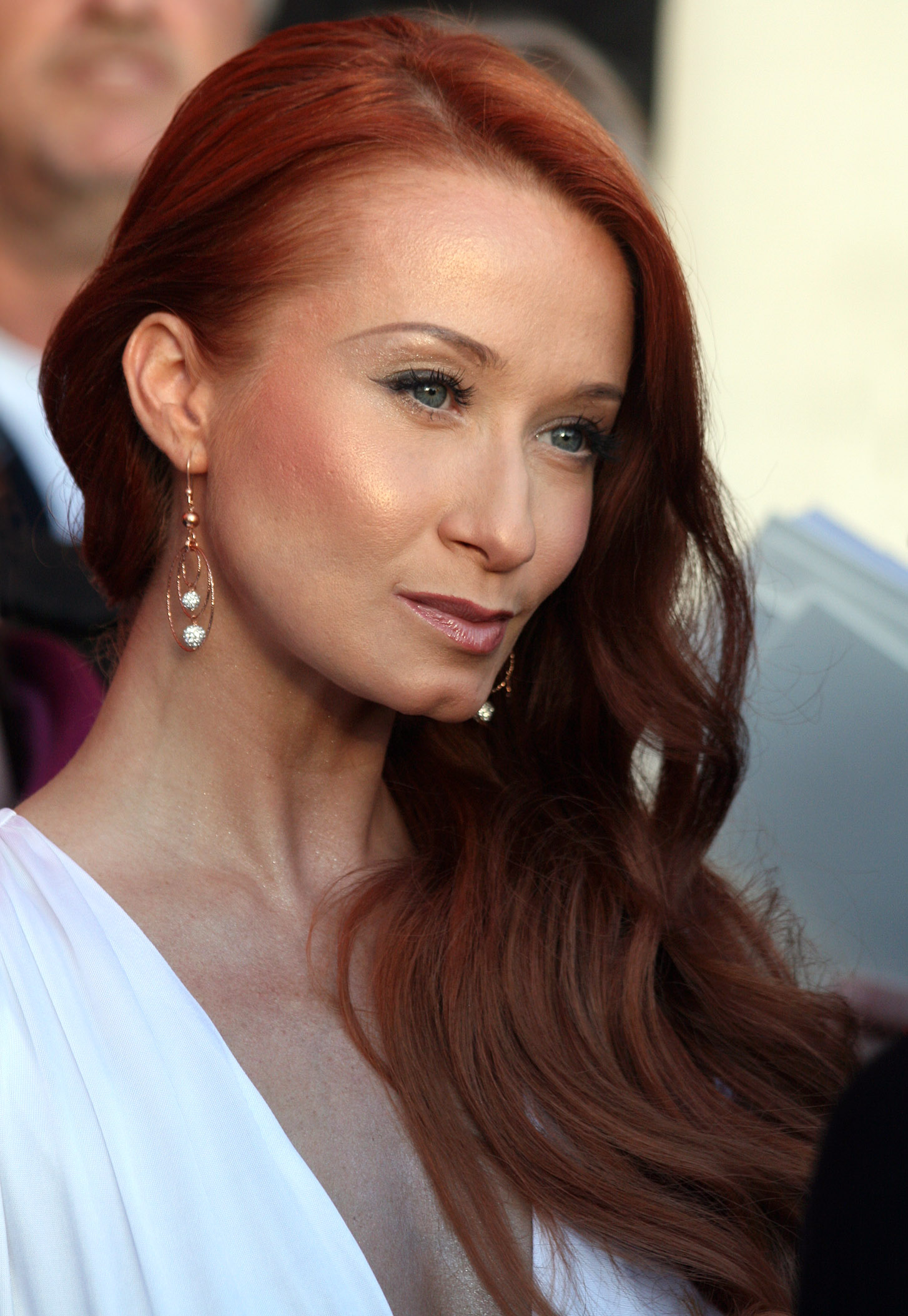
Karina Sarkissova (2012)

Karina Sarkissova (ursprünglich Karina Sarkissian) (russisch Карина Саркисова; * 26. September 1983 in Moskau, Russische SFSR) ist eine russisch-österreichische Balletttänzerin mit armenischen Wurzeln.

## Karriere
Karina Sarkissova begann ihre Ausbildung mit vier Jahren an der Ballettschule des Bolschoi-Theaters in Moskau. Im Alter von 12 Jahren kam sie mit einem Stipendium für das Ballettkonservatorium in St. Pölten nach Österreich. 1999 gewann sie den Tanzwettbewerb Prix de Lausanne für junge Balletttänzer und erhielt das Angebot, in das Ballett der Wiener Staatsoper aufgenommen zu werden, das sie im folgenden Jahr annahm. Von 1. Jänner 2009 bis 31. August 2011 war sie aktive Solotänzerin an der Staatsoper und der Wiener Volksoper, danach auf eigenen Wunsch karenziert.
In Österreich wirkte sie neben ihrer Tätigkeit als Tänzerin ab 2004 als Choreographin bei verschiedenen Produktionen von Choreo-lab mit, einer Projektreihe, die vom Ballettclub der Wiener Staatsoper organisiert und finanziert wird. Im Kinofilm Kottan ermittelt: Rien ne va plus (2010) hatte sie einen Gastauftritt als Tänzerin. In der ORF-Show Dancing Stars war sie an zwei Abenden der sechsten Staffel Gast-Jurorin, im Herbst 2011, 2012 und 2013 gehörte sie der Jury der Casting-Show Die große Chance an. Im August 2012 gab Sarkissova ihren Rückzug von der Wiener Staatsoper bekannt. Den bis 31. August 2013 abgeschlossenen Vertrag mit der Staatsoper löste sie im Jänner 2013 im Einvernehmen mit Direktor Dominique Meyer vorzeitig auf und kündigte ihren Wechsel zum Ungarischen Nationalballett in Budapest an, wo sie ein Engagement als Solotänzerin annahm.

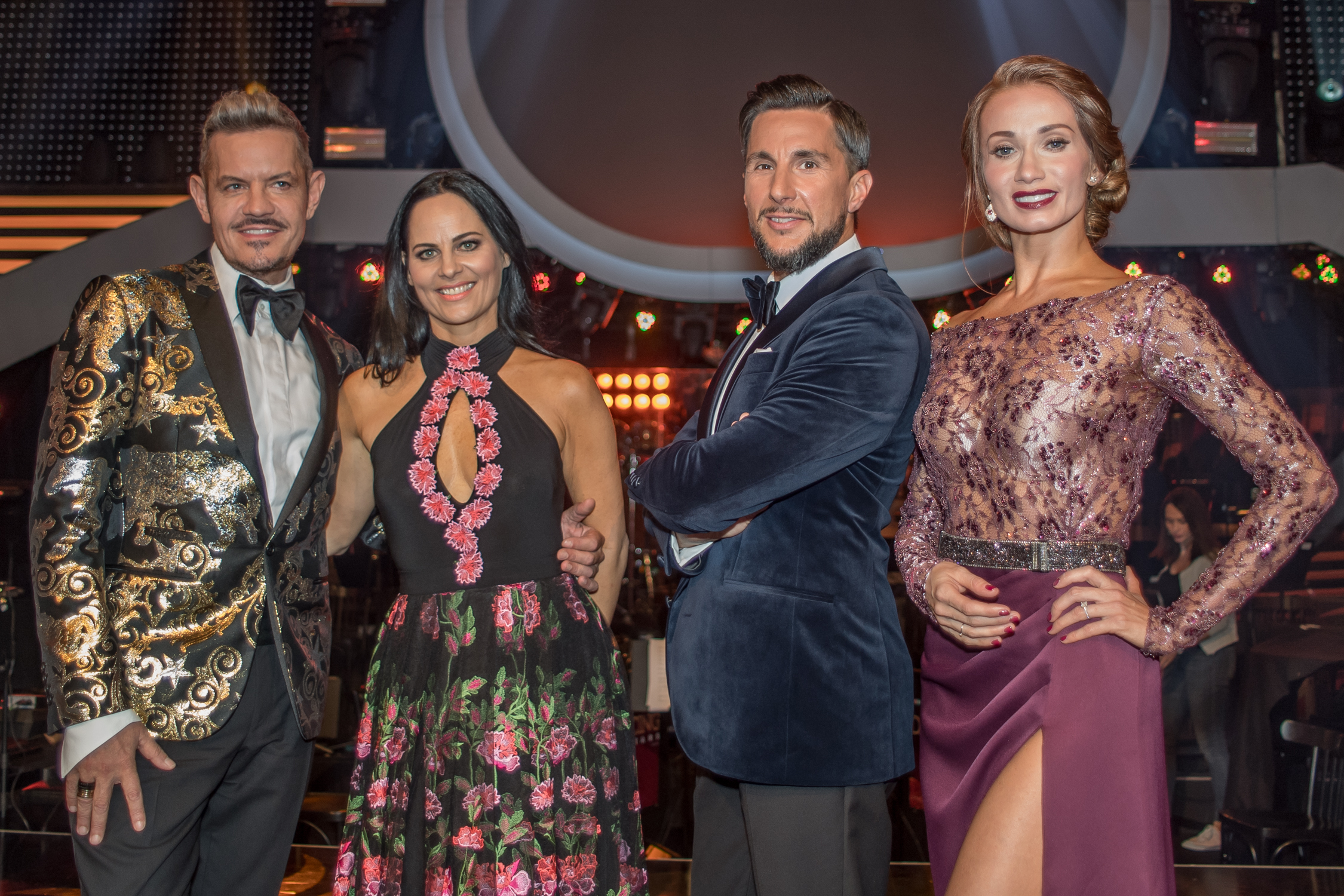
Karina Sarkissova (rechts) als Jurymitglied der ORF-Show Dancing Stars (2017)

Von 2017 bis 2021 war sie Teil der internationalen Fachjury der ORF-Show Dancing Stars.
Im November 2020 infizierte sie sich während der laufenden Dancing-Stars-Staffel mit dem Coronavirus und konnte daher an den letzten beiden Shows nicht teilnehmen. Sie wurde durch Maria Santner vertreten.
2023 nahm sie an der 15. Staffel als Tänzerin teil, schied aber bereits nach der ersten Show aus gesundheitlichen Gründen vorzeitig aus.
In der fünften und sechsten Staffel der ORF-Erfolgsserie Vorstadtweiber spielte sie eine Nebenrolle.
Im Mai 2025 sorgte Sarkissova für Schlagzeilen, als sie in zahlreichen, teilweise widersprüchlichen Postings auf der Social-Media-Plattform Instagram veröffentlichte, dass sie missbraucht worden sei, kein Geld mehr habe und obdachlos sei. Daneben beschrieb sie Erfahrungen mit Alkohol und Drogen.
Zu ihren wichtigsten Rollen zählen:

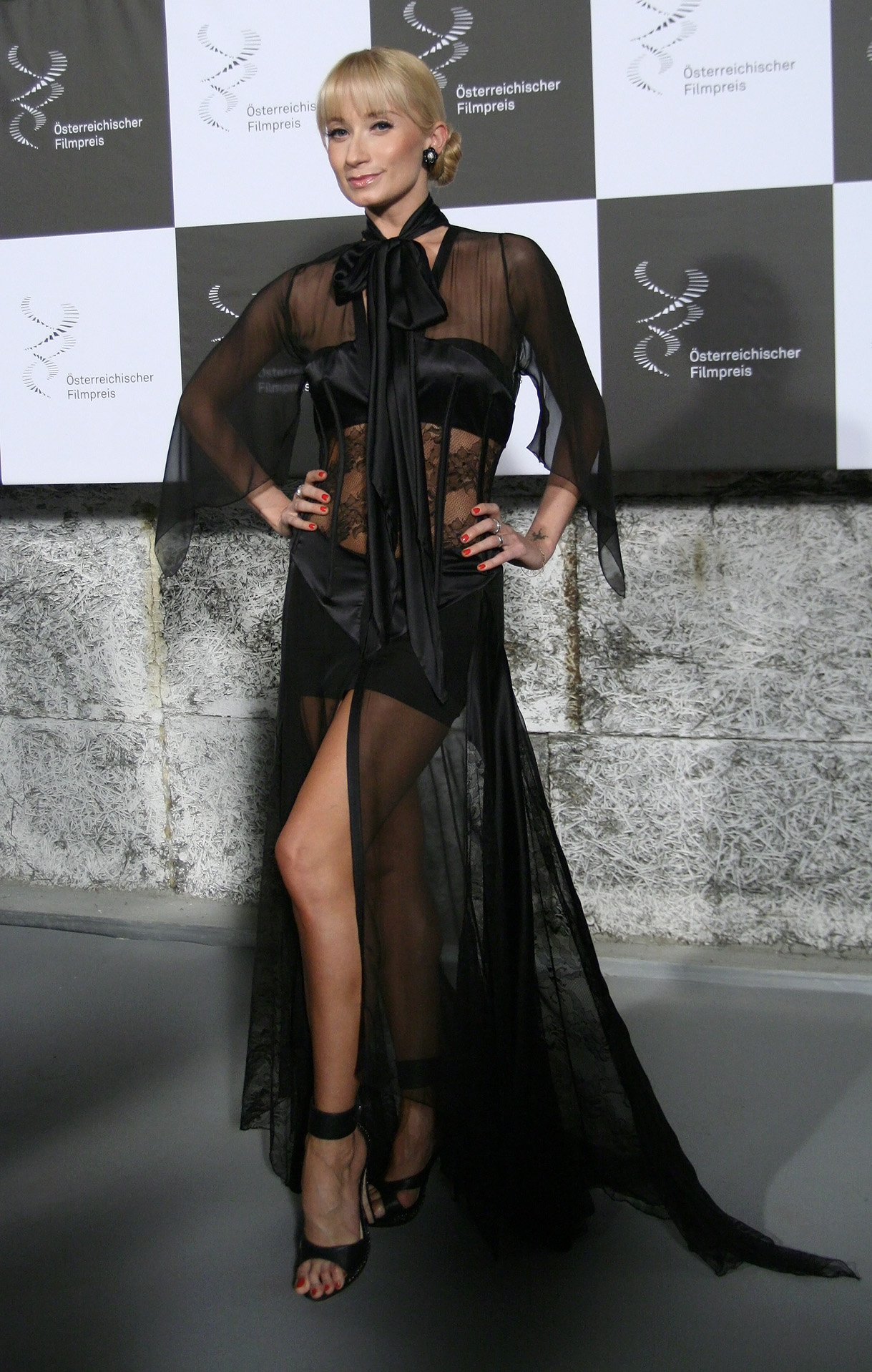
Karina Sarkissova (2012)

- Phrygia in Renato Zanellas Spartacus,
- Hamsatti und Grand Pas in Vladimir Malakhovs Die Bajadere,
- Mizzi Caspar und Marie Gräfin Larisch in Kenneth MacMillans Mayerling,
- Bauernpaar und Zulma in Elena Tschernischovas Giselle,
- Gefährtin des Prinzen und Ungarische Tänzerin in Rudolf Nurejews Schwanensee,
- Fee des Ehrgefühls in Peter Wrights Dornröschen,
- Herbst in Zanellas Aschenbrödel,
- Barbie und Spanischer Tanz in Gyula Harangozós Der Nussknacker,
- Italien in Zanellas Der Nußknacker,
- Primadonna in Platzkonzert von Gyula Harangozó sen.,
- Partien
  - in Marius Petipas Grand Pas aus Paquita,
  - George Balanchines Apollo,
  - Jiří Kyliáns Petite Mort,
  - Zanellas Boléro,
  - Beethoven Opus 73,
  - Sensi und Duke’s Nuts,
  - Ben van Cauwenberghs Tanzhommage an Queen und
  - in András Lukács’ Whirling.

In Zanellas Renard kreierte sie die Partie des Fuchses.

### „Bilder-Affäre“
Im Frühjahr 2010 erschienen Nacktfotos von Sarkissova in der Juniausgabe der Zeitschrift Penthouse. Da die Aufnahmen ohne vorherige Einholung einer Genehmigung in Räumen der Wiener Staatsoper entstanden waren, wurde sie vom damaligen Ballettchef Gyula Harangozó verwarnt. Nachdem im August 2010 ein weiteres Mal Nacktfotos veröffentlicht worden waren, dieses Mal von einem Fotoshooting des Magazins Wiener, wurde ihr am 23. August vom neuen Ballettdirektor Manuel Legris unter der damaligen Direktion von Ioan Holender fristlos gekündigt. Die Nacktfotos hatten bereits die Aufmerksamkeit der Boulevardmedien erregt; durch die Entlassung erfuhr die Affäre noch breitere, auch internationale mediale Aufmerksamkeit. In einer Pressemitteilung schrieb sie: „Ich halte die Entlassung für eine glatte Diskriminierung meiner Person“. In Zeitungen wurde inzwischen auch von älteren Fotos berichtet, auf denen Ballettchef Legris nackt zu sehen war, die allerdings mit Erlaubnis seines damaligen Arbeitgebers, der Pariser Oper, und in Zusammenhang mit seiner Tätigkeit als Tänzer entstanden waren. Nach einem klärenden Gespräch zwischen Sarkissova und dem neuen Staatsoperndirektor Meyer nahm dieser die Kündigung im Oktober zurück.

## Privates
Nach dem Tod ihres Vaters zog ihre Familie 1995 nach St. Pölten. Im März 2011 wurde ihr die österreichische Staatsbürgerschaft verliehen. Karina Sarkissova ist seit November 2011 geschieden, aus der Ehe stammt ihr 2002 geborener Sohn. Zu ihrem 29. Geburtstag erschien eine reich bebilderte Biographie mit dem Titel Auf spitzen Sohlen, die im Vorfeld für Aufregung sorgte, weil der Buchautor Eric Sebach das Werk mit ihrem Zitat „Ich bin bisexuell“ beworben hatte.
Am 22. Dezember 2013 kam Sarkissovas zweiter Sohn, zur Welt. Im März 2015 verriet die Tänzerin, dass der Vater ihres zweiten Kindes nicht etwa ihr Ex-Verlobter, ein amerikanischer Unternehmer, sondern ein Kollege der Budapester Oper ist.

## Preise
- 1998 Rieti Danza Italy, 1. Preis
- 1998 Fouetté Artek Jalta, 1. Preis
- 1999 Prix de Lausanne, 1. Preis

## Schriften
- Auf spitzen Sohlen von Eric Sebach, September 2012, Primgeiger Sebach Ltd., ISBN 978-3-9503190-8-8